# Coppa Italia 1968-1969
La Coppa Italia 1968-1969 fu la 22ª edizione della manifestazione calcistica.
Iniziò l'8 settembre 1968 e si concluse il 29 giugno 1969. 
Il trofeo fu vinto dalla Roma, al suo secondo titolo.
La formula, di nuova introduzione e che limita l'eliminazione diretta ad un solo turno, vede la partecipazione delle 16 formazioni di Serie A e delle 20 di Serie B suddivise in 9 gironi da 4, con le squadre che si affrontano in sfide di sola andata. Delle prime classificate, quella con il minor di numero di punti e, in caso di parità, la peggior differenza reti, viene esclusa (innovazione discutibile che infatti viene eliminata già nell'edizione successiva), mentre le altre 8 si affrontano nei quarti di finale ad eliminazione diretta con incontri di andata e ritorno. Le 4 vincenti danno quindi vita al girone finale all'italiana con incontri di andata e ritorno.

Anche in questa edizione (così come la precedente e la successiva), non ha quindi luogo una finale del torneo.

## Primo turno

### Gruppo 1
| Squadra              | P.ti | G | V | N | P | GF | GS | DR |
| -------------------- | ---- | - | - | - | - | -- | -- | -- |
| 1. Milan             | 5    | 3 | 2 | 1 | 0 | 5  | 0  | +5 |
| 2. Lanerossi Vicenza | 5    | 3 | 2 | 1 | 0 | 6  | 2  | +4 |
| 3. Monza             | 2    | 3 | 1 | 0 | 2 | 1  | 6  | -5 |
| 4. Ternana           | 0    | 3 | 0 | 0 | 3 | 2  | 6  | -4 |

| Arbitro: | Bigi (Padova) |

|                               |           |  |
| Rivera 17’ (rig.) Sormani 31’ | Marcatori |  |

| Arbitro: | Caligaris (Alessandria) |

|  |           |                              |
|  | Marcatori | 30’ Biasiolo 37’, 57’ Vitali |

| Arbitro: | Angonese (Mestre) |

|  |           |                                       |
|  | Marcatori | 55’ Prati 56’ Hamrin 63’ Schnellinger |

| Arbitro: | Gussoni (Tradate) |

|                     |           |                             |
| Sciarretta 75’, 89’ | Marcatori | 16’, 46’ Ciccolo 59’ Vitali |

| Vicenza 22 settembre 1968, ore 16:00 CET 3ª giornata | Lanerossi Vicenza | 0 – 0 referto | Milan | Stadio Romeo Menti\| Arbitro: \| D'Agostini (Roma) \| |
| Arbitro:                                             | D'Agostini (Roma) |               |       |                                                       |

| Arbitro: | Bianchi (Firenze) |

|  |           |              |
|  | Marcatori | 65’ Riccardi |

### Gruppo 2
| Squadra      | P.ti | G | V | N | P | GF | GS | DR |
| ------------ | ---- | - | - | - | - | -- | -- | -- |
| 1. Napoli    | 4    | 3 | 2 | 0 | 1 | 6  | 3  | +3 |
| 2. Palermo   | 3    | 3 | 1 | 1 | 1 | 3  | 3  | 0  |
| 3. Catanzaro | 3    | 3 | 1 | 1 | 1 | 2  | 2  | 0  |
| 4. Catania   | 2    | 3 | 0 | 2 | 1 | 3  | 6  | -3 |

| Arbitro: | Di Tonno (Lecce) |

|                       |           |           |
| Aristei 32’ Braca 43’ | Marcatori | 60’ Troja |

| Arbitro: | Sbardella (Roma) |

|                                                        |           |                           |
| Nielsen 24’, 57’ Strucchi 50’ (aut.) Altafini 74’, 84’ | Marcatori | 33’ Cavazzoni 36’ Volpato |

| Arbitro: | Picasso (Chiavari) |

|                     |           |                 |
| Grossetti 1’ (rig.) | Marcatori | 28’ (rig.) Nova |

| Arbitro: | Francescon (Padova) |

|  |           |           |
|  | Marcatori | 38’ Salvi |

| Catania 22 settembre 1968, ore 16:00 CET 3ª giornata | Catania              | 0 – 0 referto | Catanzaro | Stadio Cibali\| Arbitro: \| Gialluisi (Barletta) \| |
| Arbitro:                                             | Gialluisi (Barletta) |               |           |                                                     |

| Arbitro: | Carminati (Milano) |

|  |           |           |
|  | Marcatori | 55’ Troja |

### Gruppo 3
| Squadra      | P.ti | G | V | N | P | GF | GS | DR |
| ------------ | ---- | - | - | - | - | -- | -- | -- |
| 1. Juventus  | 5    | 3 | 2 | 1 | 0 | 8  | 1  | +7 |
| 2. Cesena    | 3    | 3 | 1 | 1 | 1 | 1  | 1  | 0  |
| 3. Genoa     | 2    | 3 | 1 | 0 | 2 | 3  | 5  | -2 |
| 4. Sampdoria | 2    | 3 | 1 | 0 | 2 | 2  | 7  | -5 |

| Cesena 8 settembre 1968, ore 21:00 CEST 1ª giornata | Cesena         | 0 – 0 referto | Juventus | Stadio La Fiorita\| Arbitro: \| Pieroni (Roma) \| |
| Arbitro:                                            | Pieroni (Roma) |               |          |                                                   |

| Arbitro: | Vacchini (Milano) |

|                                |           |             |
| Salvi 8’ Frustalupi 30’ (rig.) | Marcatori | 46’ Morelli |

| Arbitro: | Mascali (Desenzano del Garda) |

|               |           |  |
| Brambilla 82’ | Marcatori |  |

| Arbitro: | Barbaresco (Cormons) |

|                                               |           |  |
| Salvadore 6’ Benetti 13’, 16’, 53’ Zigoni 72’ | Marcatori |  |

| Arbitro: | De Marchi (Pordenone) |

|               |           |  |
| Carniglia 46’ | Marcatori |  |

| Arbitro: | Sbardella (Roma) |

|                |           |                                               |
| Mascheroni 39’ | Marcatori | 41’ Zigoni 70’ (rig.) Bercellino 89’ Anastasi |

### Gruppo 4
| Squadra             | P.ti | G | V | N | P | GF | GS | DR |
| ------------------- | ---- | - | - | - | - | -- | -- | -- |
| 1. Foggia & Incedit | 5    | 3 | 2 | 1 | 0 | 6  | 1  | +5 |
| 2. Fiorentina       | 5    | 3 | 2 | 1 | 0 | 7  | 3  | +4 |
| 3. Bari             | 1    | 3 | 0 | 1 | 2 | 4  | 8  | -4 |
| 4. Pisa             | 1    | 3 | 0 | 1 | 2 | 0  | 5  | -5 |

| Bari 8 settembre 1968, ore 21:00 CEST 1ª giornata | Bari                         | 0 – 0 referto | Pisa | Stadio della Vittoria\| Arbitro: \| De Robbio (Torre Annunziata) \| |
| Arbitro:                                          | De Robbio (Torre Annunziata) |               |      |                                                                     |

| Firenze 8 settembre 1968, ore 21:00 CEST 1ª giornata | Fiorentina        | 0 – 0 referto | Foggia & Incedit | Stadio Comunale\| Arbitro: \| Toselli (Cormons) \| |
| Arbitro:                                             | Toselli (Cormons) |               |                  |                                                    |

| Arbitro: | Lo Bello (Siracusa) |

|                              |           |                                                                 |
| Tonoli 75’ Galletti 84’, 85’ | Marcatori | 23’ Merlo 40’ Chiarugi 43’ Rogora 62’ (aut.) Vasini 70’ Mariani |

| Arbitro: | Vacchini (Milano) |

|                                |           |  |
| Saltutti 25’, 43’ Garzelli 53’ | Marcatori |  |

| Arbitro: | Possagno (Treviso) |

|                                  |           |            |
| Maioli 7’ Rolla 37’ Saltutti 87’ | Marcatori | 53’ Tonoli |

| Arbitro: | Gussoni (Tradate) |

|  |           |                        |
|  | Marcatori | 76’ Rizzo 90’ Chiarugi |

### Gruppo 5
| Squadra     | P.ti | G | V | N | P | GF | GS | DR |
| ----------- | ---- | - | - | - | - | -- | -- | -- |
| 1. Atalanta | 4    | 3 | 1 | 2 | 0 | 3  | 2  | +1 |
| 2. Como     | 3    | 3 | 1 | 1 | 1 | 4  | 3  | +1 |
| 3. Inter    | 3    | 3 | 0 | 3 | 0 | 3  | 3  | 0  |
| 4. Lecco    | 2    | 3 | 0 | 2 | 1 | 1  | 3  | -2 |

| Arbitro: | Torelli (Milano) |

|                           |           |            |
| Clerici 37’ Novellini 63’ | Marcatori | 25’ Sironi |

| Arbitro: | Acernese (Roma) |

|             |           |             |
| Calloni 65’ | Marcatori | 64’ Vastola |

| Arbitro: | Gonella (Torino) |

|            |           |               |
| Comini 38’ | Marcatori | 76’ Facchetti |

| Lecco 15 settembre 1968, ore 17:00 CEST 2ª giornata | Lecco                   | 0 – 0 referto | Atalanta | Stadio Mario Rigamonti\| Arbitro: \| Caligaris (Alessandria) \| |
| Arbitro:                                            | Caligaris (Alessandria) |               |          |                                                                 |

| Arbitro: | Bigi (Padova) |

|                             |           |  |
| Musiello 71’ Pittofrati 73’ | Marcatori |  |

| Arbitro: | Francescon (Padova) |

|             |           |            |
| Vastola 85’ | Marcatori | 87’ Tiberi |

### Gruppo 6
| Squadra    | P.ti | G | V | N | P | GF | GS | DR |
| ---------- | ---- | - | - | - | - | -- | -- | -- |
| 1. Roma    | 5    | 3 | 2 | 1 | 0 | 4  | 0  | +4 |
| 2. SPAL    | 3    | 3 | 0 | 3 | 0 | 1  | 1  | 0  |
| 3. Lazio   | 2    | 3 | 0 | 2 | 1 | 2  | 3  | -1 |
| 4. Bologna | 2    | 3 | 0 | 2 | 1 | 1  | 4  | -3 |

| Arbitro: | Carminati (Milano) |

|            |           |  |
| Ferrari 8’ | Marcatori |  |

| Ferrara 8 settembre 1968, ore 17:00 CEST 1ª giornata | SPAL                  | 0 – 0 referto | Bologna | Stadio Comunale\| Arbitro: \| De Marchi (Pordenone) \| |
| Arbitro:                                             | De Marchi (Pordenone) |               |         |                                                        |

| Arbitro: | De Robbio (Torre Annunziata) |

|                 |           |           |
| Ghio 59’ (rig.) | Marcatori | 57’ Turra |

| Ferrara 15 settembre 1968, ore 17:00 CEST 2ª giornata | SPAL              | 0 – 0 referto | Roma | Stadio Comunale\| Arbitro: \| Toselli (Cormons) \| |
| Arbitro:                                              | Toselli (Cormons) |               |      |                                                    |

| Arbitro: | Lo Bello (Siracusa) |

|  |           |                                          |
|  | Marcatori | 33’ (rig.), 52’ (rig.) Peiró 82’ Cordova |

| Arbitro: | Torelli (Milano) |

|           |           |               |
| Massa 63’ | Marcatori | 3’ Bertarelli |

### Gruppo 7
| Squadra     | P.ti | G | V | N | P | GF | GS | DR |
| ----------- | ---- | - | - | - | - | -- | -- | -- |
| 1. Torino   | 6    | 3 | 3 | 0 | 0 | 9  | 3  | +6 |
| 2. Verona   | 4    | 3 | 2 | 0 | 1 | 7  | 3  | +4 |
| 3. Reggiana | 2    | 3 | 1 | 0 | 2 | 1  | 5  | -4 |
| 4. Modena   | 0    | 3 | 0 | 0 | 3 | 3  | 9  | -6 |

| Arbitro: | Lattanzi (Roma) |

|  |           |                                        |
|  | Marcatori | 12’ Moschino 80’ Facchin 86’ Mondonico |

| Arbitro: | Possagno (Treviso) |

|                                                 |           |             |
| Maddè 10’ Mascetti 40’ Bonfanti 77’ Vanello 82’ | Marcatori | 47’ Braglia |

| Arbitro: | Monti (Ancona) |

|                             |           |                                            |
| Puia 17’ (aut.) Braglia 29’ | Marcatori | 50’ Mondonico 78’ Fossati 81’, 87’ Facchin |

| Arbitro: | Giunti (Arezzo) |

|  |           |                                |
|  | Marcatori | 14’ Bonfanti 64’ (aut.) Manera |

| Arbitro: | Motta (Monza) |

|  |           |            |
|  | Marcatori | 72’ Crippa |

| Arbitro: | Di Tonno (Lecce) |

|                                   |           |         |
| Moschino 36’ (rig.) Mondonico 50’ | Marcatori | 73’ Bui |

### Gruppo 8
| Squadra    | P.ti | G | V | N | P | GF | GS | DR |
| ---------- | ---- | - | - | - | - | -- | -- | -- |
| 1. Brescia | 4    | 3 | 2 | 0 | 1 | 7  | 5  | +2 |
| 2. Padova  | 3    | 3 | 1 | 1 | 1 | 2  | 2  | 0  |
| 3. Varese  | 3    | 3 | 1 | 1 | 1 | 2  | 3  | -1 |
| 4. Mantova | 2    | 3 | 1 | 0 | 2 | 4  | 5  | -1 |

| Arbitro: | Trono (Torino) |

|                           |           |                                              |
| Braida 9’ Enzo 70’ (rig.) | Marcatori | 16’, 73’ De Paoli 28’ D'Alessi 30’ Turchetto |

| Varese 8 settembre 1968, ore 17:00 CEST 1ª giornata | Varese             | 0 – 0 referto | Padova | Stadio Franco Ossola\| Arbitro: \| Michelotti (Parma) \| |
| Arbitro:                                            | Michelotti (Parma) |               |        |                                                          |

| Arbitro: | Serafino (Roma) |

|                    |           |               |
| Turchetto 47’, 57’ | Marcatori | 63’ Carminati |

| Arbitro: | Branzoni (Pavia) |

|                     |           |  |
| Micheli 3’ Enzo 10’ | Marcatori |  |

| Arbitro: | Lattanzi (Roma) |

|              |           |                             |
| D'Alessi 10’ | Marcatori | 21’ Cappellini 76’ Leonardi |

| Arbitro: | Panzino (Catanzaro) |

|               |           |  |
| Carminati 29’ | Marcatori |  |

### Gruppo 9
| Squadra     | P.ti | G | V | N | P | GF | GS | DR |
| ----------- | ---- | - | - | - | - | -- | -- | -- |
| 1. Cagliari | 5    | 3 | 2 | 1 | 0 | 4  | 1  | +3 |
| 2. Reggina  | 5    | 3 | 2 | 1 | 0 | 3  | 1  | +2 |
| 3. Perugia  | 1    | 3 | 0 | 1 | 2 | 1  | 3  | -2 |
| 4. Livorno  | 1    | 3 | 0 | 1 | 2 | 1  | 4  | -3 |

| Arbitro: | D'Agostini (Roma) |

|  |           |                         |
|  | Marcatori | Boninsegna 84’ Riva 89’ |

| Arbitro: | Pilotto (Roma) |

|              |           |  |
| Vallongo 20’ | Marcatori |  |

| Arbitro: | Motta (Monza) |

|  |           |          |
|  | Marcatori | 42’ Riva |

| Arbitro: | Bravi (Roma) |

|                     |           |  |
| Ferrario 70’ (rig.) | Marcatori |  |

| Arbitro: | Acernese (Roma) |

|          |           |              |
| Riva 72’ | Marcatori | 51’ Vallongo |

| Arbitro: | Michelotti (Parma) |

|              |           |          |
| Mainardi 63’ | Marcatori | 70’ Zani |

## Quarti di finale
Le vincenti dei nove gruppi, ad eccezione dell'Atalanta, peggior classificata tra le nove, accedono ai quarti di finale.
| Squadra 1                          | Totale | Squadra 2 | Andata | Ritorno |
| ---------------------------------- | ------ | --------- | ------ | ------- |
| Andata 19-3-1969, ritorno 2-4-1969 |        |           |        |         |
| Torino                             | 2 - 0  | Milan     | 1 - 0  | 1 - 0   |
| Brescia                            | 1 - 3  | Roma      | 1 - 0  | 0 - 3   |
| Foggia & Incedit                   | 4 - 1  | Napoli    | 2 - 1  | 2 - 0   |
| Cagliari                           | 2 - 1  | Juventus  | 1 - 0  | 1 - 1   |

### Tabellini
| Arbitro: | Angonese (Mestre) |

|            |           |  |
| Bolchi 88’ | Marcatori |  |

| Arbitro: | Di Tonno (Lecce) |

|  |           |             |
|  | Marcatori | 61’ Fossati |

| Arbitro: | Genel (Trieste) |

|           |           |  |
| Volpi 77’ | Marcatori |  |

| Arbitro: | Michelotti (Parma) |

|                                     |           |  |
| Capello 2’ Cordova 70’ Scaratti 86’ | Marcatori |  |

| Arbitro: | Bigi (Padova) |

|                          |           |                |
| Fumagalli 51’ Nocera 76’ | Marcatori | 48’ Abbondanza |

| Arbitro: | Mascali (Desenzano del Garda) |

|  |           |               |
|  | Marcatori | 58’, 89’ Nuti |

| Arbitro: | D'Agostini (Roma) |

|                |           |  |
| Boninsegna 35’ | Marcatori |  |

| Arbitro: | Genel (Trieste) |

|                       |           |              |
| Bercellino 78’ (rig.) | Marcatori | 24’ Brugnera |

## Gruppo finale
| Squadra             | P.ti | G | V | N | P | GF | GS | DR |
| ------------------- | ---- | - | - | - | - | -- | -- | -- |
| 1. Roma             | 9    | 6 | 3 | 3 | 0 | 11 | 5  | +6 |
| 2. Cagliari         | 6    | 6 | 2 | 2 | 2 | 9  | 8  | +1 |
| 3. Foggia & Incedit | 5    | 6 | 1 | 3 | 2 | 9  | 13 | -4 |
| 4. Torino           | 4    | 6 | 0 | 4 | 2 | 7  | 10 | -3 |

### Tabellini
| Arbitro: | Gussoni (Tradate) |

|                         |           |                     |
| Carelli 60’ Ferrini 64’ | Marcatori | 2’ Nuti 35’ Camozzi |

| Arbitro: | Torelli (Milano) |

|              |           |          |
| Garzelli 22’ | Marcatori | 86’ Riva |

| Arbitro: | Carminati (Milano) |

|             |           |             |
| Landini 51’ | Marcatori | 67’ Longoni |

| Arbitro: | De Marchi (Pordenone) |

|                                   |           |  |
| Landini 10’ Capello 26’ Peiró 42’ | Marcatori |  |

| Arbitro: | Francescon (Padova) |

|                               |           |                          |
| Poletti 2’ (rig.), 83’ (rig.) | Marcatori | 13’ Scaratti 46’ D'Amato |

| Arbitro: | De Robbio (Torre Annunziata) |

|                      |           |  |
| Riva 48’ Longoni 89’ | Marcatori |  |

| Arbitro: | Monti (Ancona) |

|                       |           |                                |
| Nocera 54’ Maioli 83’ | Marcatori | 12’ (rig.) Poletti 52’ Facchin |

| Arbitro: | Barbaresco (Cormons) |

|          |           |               |
| Riva 44’ | Marcatori | 9’, 36’ Peirò |

| Arbitro: | Motta (Monza) |

|                               |           |                                           |
| Riva 5’ Boninsegna 76’ (rig.) | Marcatori | 37’ (rig.) Camozzi 71’ Rolla 87’ Saltutti |

| Roma 25 giugno 1969, ore 20.45 CEST 5ª giornata | Roma            | 0 – 0 referto | Torino | Stadio Olimpico\| Arbitro: \| Genel (Trieste) \| |
| Arbitro:                                        | Genel (Trieste) |               |        |                                                  |

| Arbitro: | Giunti (Arezzo) |

|                    |           |                       |
| Zignoli 63’ (aut.) | Marcatori | 27’ Riva 53’ Brugnera |

| Arbitro: | Angonese (Mestre) |

|              |           |                            |
| Saltutti 73’ | Marcatori | 13’, 46’ Capello 57’ Peiró |

La formazione della Roma schierata a Foggia nella partita che ha sancito la conquista della seconda Coppa Italia  da parte della squadra giallorossa:
Alberto Ginulfi
Francesco Carpenetti
Aldo Bet
Luciano Spinosi
Francesco Cappelli
Sergio Santarini
Francesco Scaratti
Joaquin Peirò (C)
Vito D'Amato
Fabio Capello
Elvio Salvori (74' Luciano Giudo)
A disposizione:

Pierluigi Pizzaballa
Allenatore: Helenio Herrera